# Szergej Ivanovics Ovcsinnyikov
Szergej Ivanovics Ovcsinnyikov (oroszul: Серге́й Ива́нович Овчи́нников; Moszkva, 1970. október 11. –) orosz válogatott labdarúgó, kapus, edző.

## Pályafutása
Szergej Ovcsinnyikov fiatal éveit a Gyinamo Moszkva akadémiáján töltötte, felnőtt pályafutását a Dinamo Szuhuminál kezdte 1991-ben, de egy év múlva csatlakozott a Lokomotyiv Moszkva csapatához. Hat évig védte a fővárosiak kapuját, ezalatt két kupagyőzelmet ünnepelhetett. Ez idő alatt 190 bajnoki találkozón állt a kapuban, Jurij Szjomin edzősége alatt ő lett a csapat első számú hálóőre. 1997-ben a portugál Benficához igazolt, de nem sikerült alapemberré válnia. Portugáliában megfordult még az Alverca és az FC Porto csapatainál, majd hazatért és 2002-től ismét a Lokomotyiv Moszkva játékosa lett. 
Az orosz válogatottban 1993-ban mutatkozott be, és részt vett az 1996-os Európa-bajnokságon, de nem lépett pályára a tornán. A 2004-es Európa-bajnokságon két mérkőzésen szerepelt, de a Portugália elleni csoportmérkőzésen kiállították, mert a tizenhatoson kívül kezezett.
2006-ban csatlakozott nevelőklubjához, a Gyinamo Moszkvához, ahol ismét Szjomin lett az edzője. Itt fejezte be karrierjét 2007-ben.  
Visszavonulása után a Lokomotiv kapusedzője lett és fiatalokkal is foglalkozott, majd 2008-tól Szjomin segítője lett az ukrán Dinamo Kijevnél. Ezt követően a Kubany élére nevezték ki, de menesztették miután csapata 2009. augusztus 9-én 0-2 vereséget szenvedett hazai pályán a Szaturntól. 2010. május 7-én az élvonalbeli Fk Gyinamo Brjanszk edzőjének nevezték ki.

## Sikerei, díjai
- Orosz bajnok  2002, 2004
- Orosz kupagyőztes 1996, 1997
- Orosz labdarúgó-szuperkupa győztes 2003, 2005
- Független Államok Közösségeinek kupája győztes 2005
- Portugál kupagyőztes 2000, 2001
- Portugál Szuperkupa-győztes 2001
- Az év kapusa Oroszországban 1994, 1995, 2002, 2003